# Ceratophysella tergilobata
Ceratophysella tergilobata är en urinsektsart som först beskrevs av Cassagnau 1954.  Ceratophysella tergilobata ingår i släktet Ceratophysella och familjen Hypogastruridae. Inga underarter finns listade i Catalogue of Life.